# Leptocometes virescens
Leptocometes virescens är en skalbaggsart som först beskrevs av Julius Melzer 1931.  Leptocometes virescens ingår i släktet Leptocometes och familjen långhorningar.
Artens utbredningsområde är Uruguay. Inga underarter finns listade i Catalogue of Life.